# Cathédrale Sainte-Odile de Bondoukou
Pour les articles homonymes, voir Sainte-Odile.
La cathédrale Sainte-Odile à Bondoukou est l'un des plus importants bâtiments religieux de Côte d'Ivoire. 
Le jubilé de ses 75 ans a été célébré en 2015.